# Cours de Vincennes
Le cours de Vincennes est une voie de Paris reliant la place de la Nation à la porte de Vincennes. Il constitue une artère majeure servant de limite entre le 12e arrondissement et le 20e arrondissement.

## Situation et accès
Le cours de Vincennes est un axe majeur de circulation et de commerce et délimitant le 12e arrondissement (quartier du Bel-Air) et le 20e arrondissement (quartier de Charonne).
Il est accessible par la ligne A du RER et les lignes de métro 1, 2, 6 et 9, à la station Nation, la ligne de métro 1 et les lignes de tramway T3a et T3b à la station Porte de Vincennes.
Les voies rencontrées sont côté sud :
- le boulevard de Picpus
- la rue Marsoulan, anciennement « rue Ruty », rebaptisée en 1912
- l’avenue du Docteur-Arnold-Netter, partie de l’avenue du Général-Michel-Bizot jusqu’en 1962
- le passage de la Voûte
- le boulevard Soult

et côté nord :
- le boulevard de Charonne
- la rue Lucien-et-Sacha-Guitry, appelée rue « Lucien-Guitry » jusqu’en 1969
- la rue Félix-Huguenet
- la rue des Pyrénées
- la rue des Maraîchers
- la rue du Général-Niessel
- le boulevard Davout

## Origine du nom
Cette voie conduit à Vincennes dont elle a pris le nom.

## Historique
Le cours fait partie de la chaussée bordée d'une double rangée d'ormes du château de Vincennes à l'Arc-de-triomphe du Trône créée par Louis XIV en 1660 lors d'un réaménagement du bois de Vincennes. Il est construit en remblai afin de franchir la dépression de la vallée de Fécamp. Ce remblai se laisse deviner, encore aujourd’hui, dans le relief montant des rues adjacentes. Le cours n’est pavé que sous Louis XV.
Il constituait avant 1860 le début de la route nationale 34. Il s'appelait « avenue de Vincennes ».
Le 30 janvier 1918, durant la Première Guerre mondiale, les nos 100 et 102 cours de Vincennes sont touchés lors d'un raid effectué par des avions allemands.
La voie était incluse dans la ZAC Porte-de-Vincennes.

## Bâtiments remarquables et lieux de mémoire
- Le cours débute (dans le sens croissant des numéros) par l’ancienne barrière du Trône, séparée de la place de la Nation par l’avenue du Trône.
- Un des marchés le plus important de l'est parisien se tient sur le côté sud du cours tous les mercredis et samedis matin.
- No 9 : emplacement de l'ancien cinéma Luna entre 1911 et 1964[6],[7],[8].
- Nos 21-25 : grand magasin Printemps-Nation[9].
- No 29 : façade carrelée Art déco de la société disparue Zaengerler et Roussel[10].
- No 75 : lycée Hélène-Boucher.
- No 89 : lycée Maurice-Ravel.
- No 101 : gare de l'avenue de Vincennes, sur l'ancienne ligne de Petite Ceinture. Le chemin de fer franchit le cours sur un pont.

Galerie de photographies
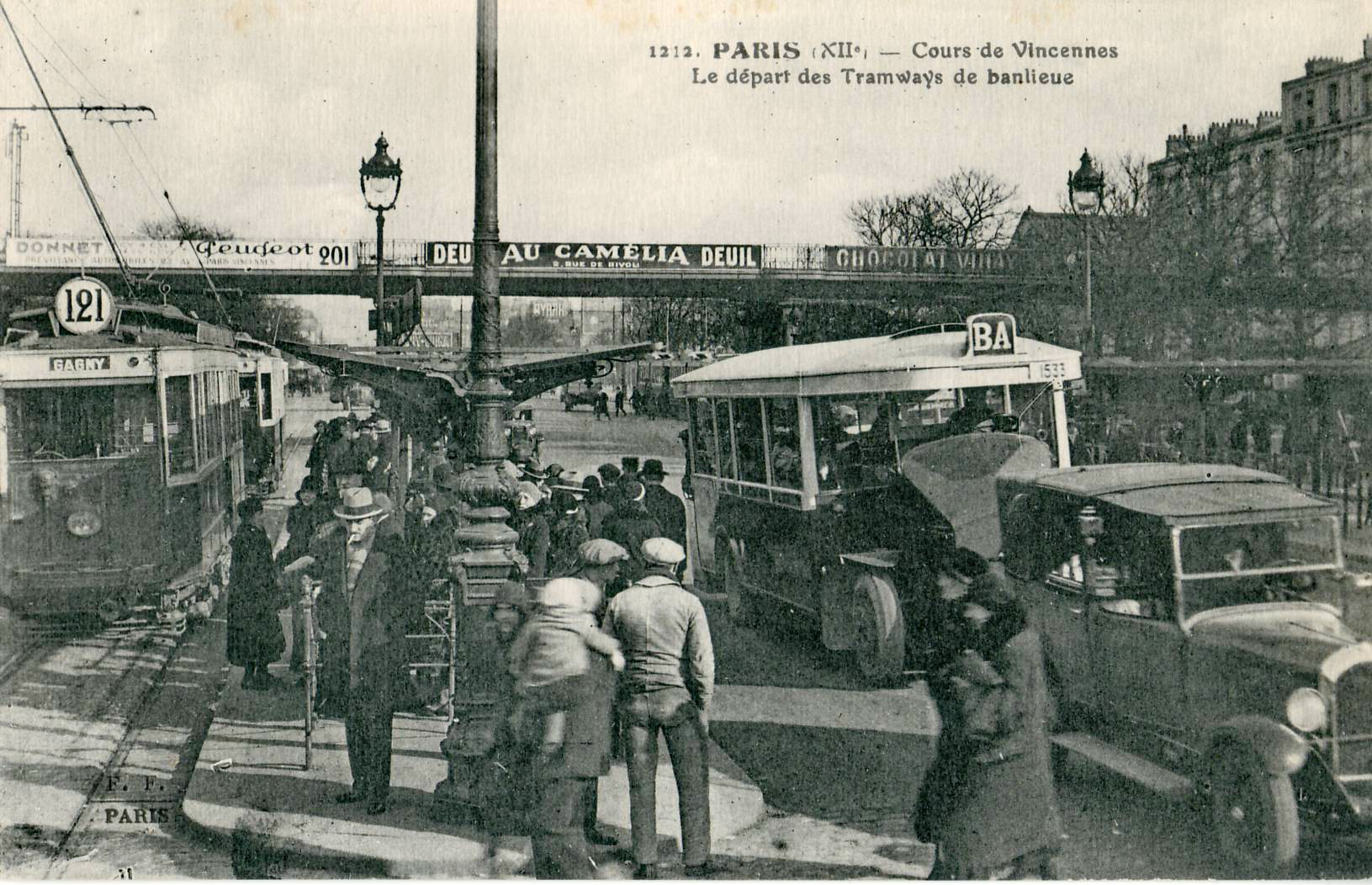
Le cours de Vincennes, entre 1921 et 1931, avec le tramway 121 de la STCRP, et un bus BA de la ligne Fontenay - Rue Taitbout.
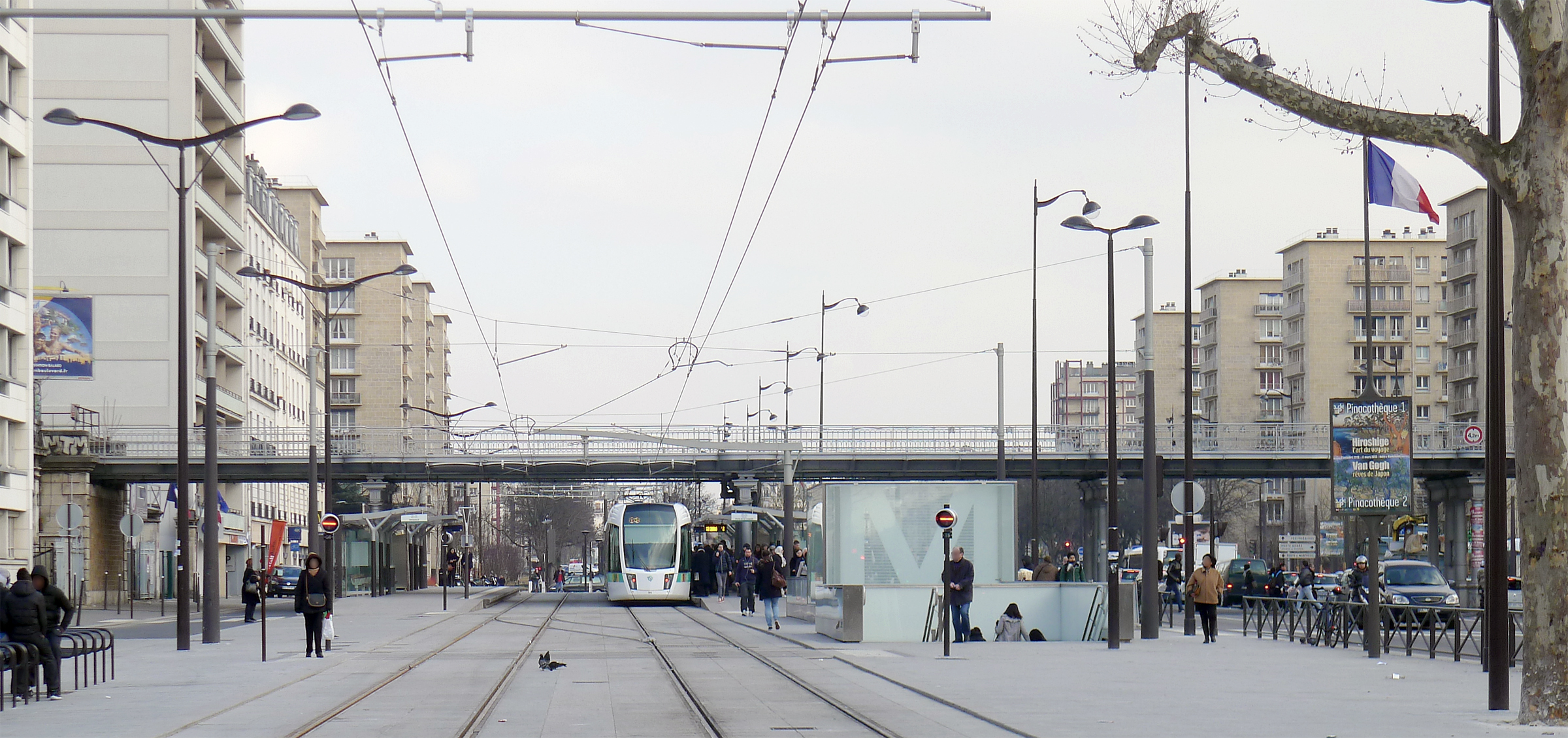
Terminus de la ligne T3b au cours de Vincennes en février 2013.
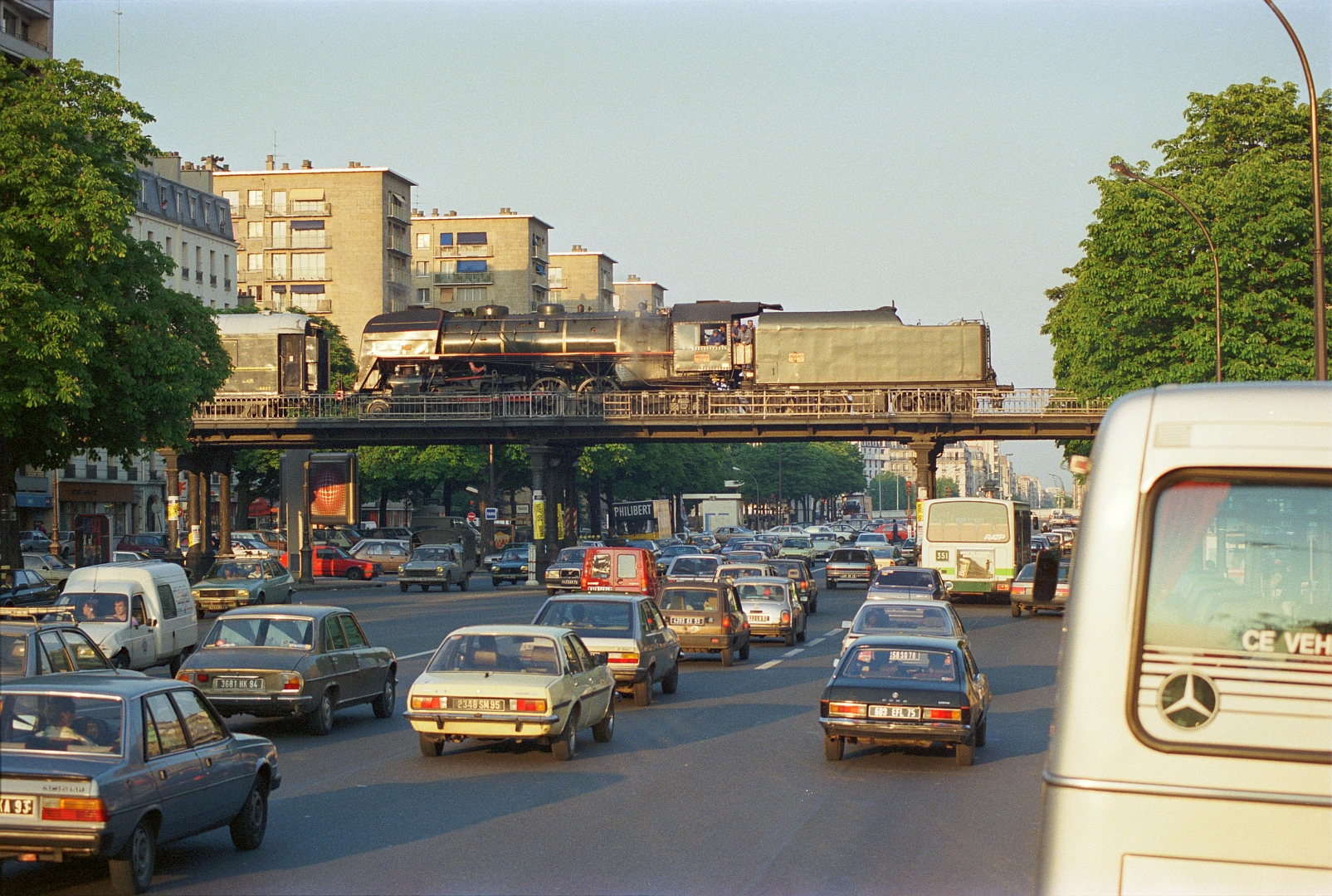
Le cours avec le pont de la ligne de Petite Ceinture.
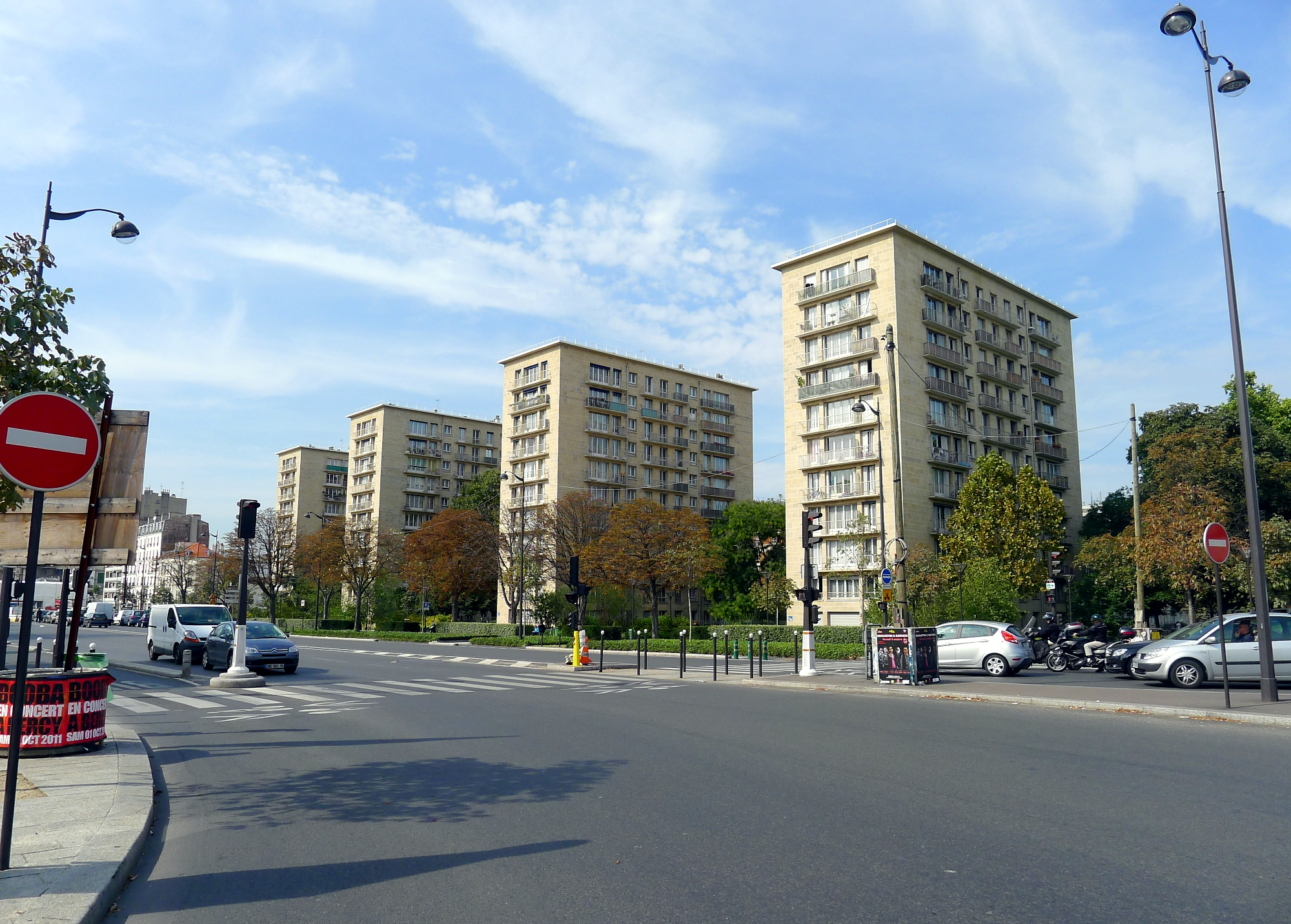
Le cours à proximité de la porte de Vincennes, partie du 20e arrondissement.
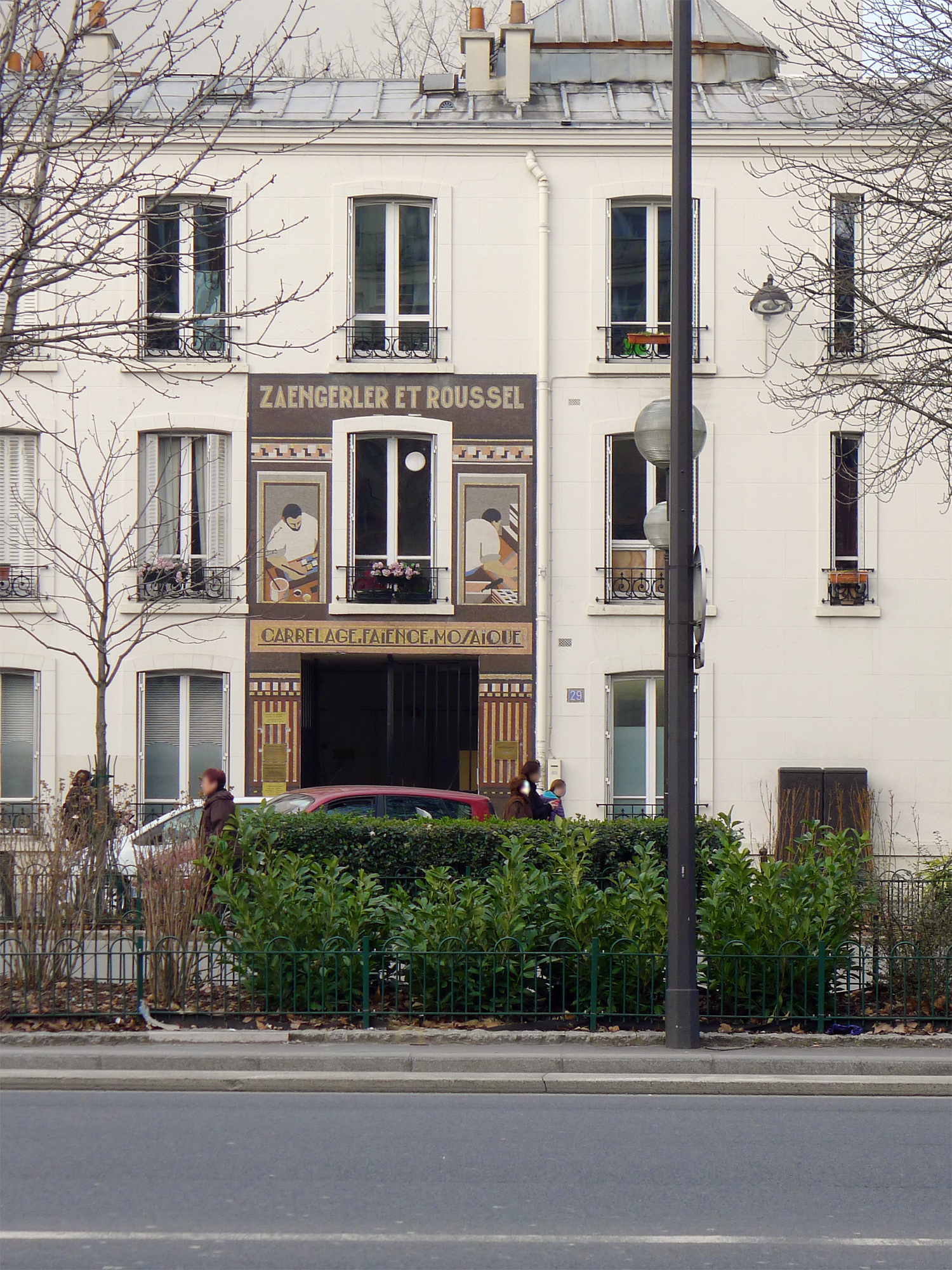
Le no 29 de la voie.
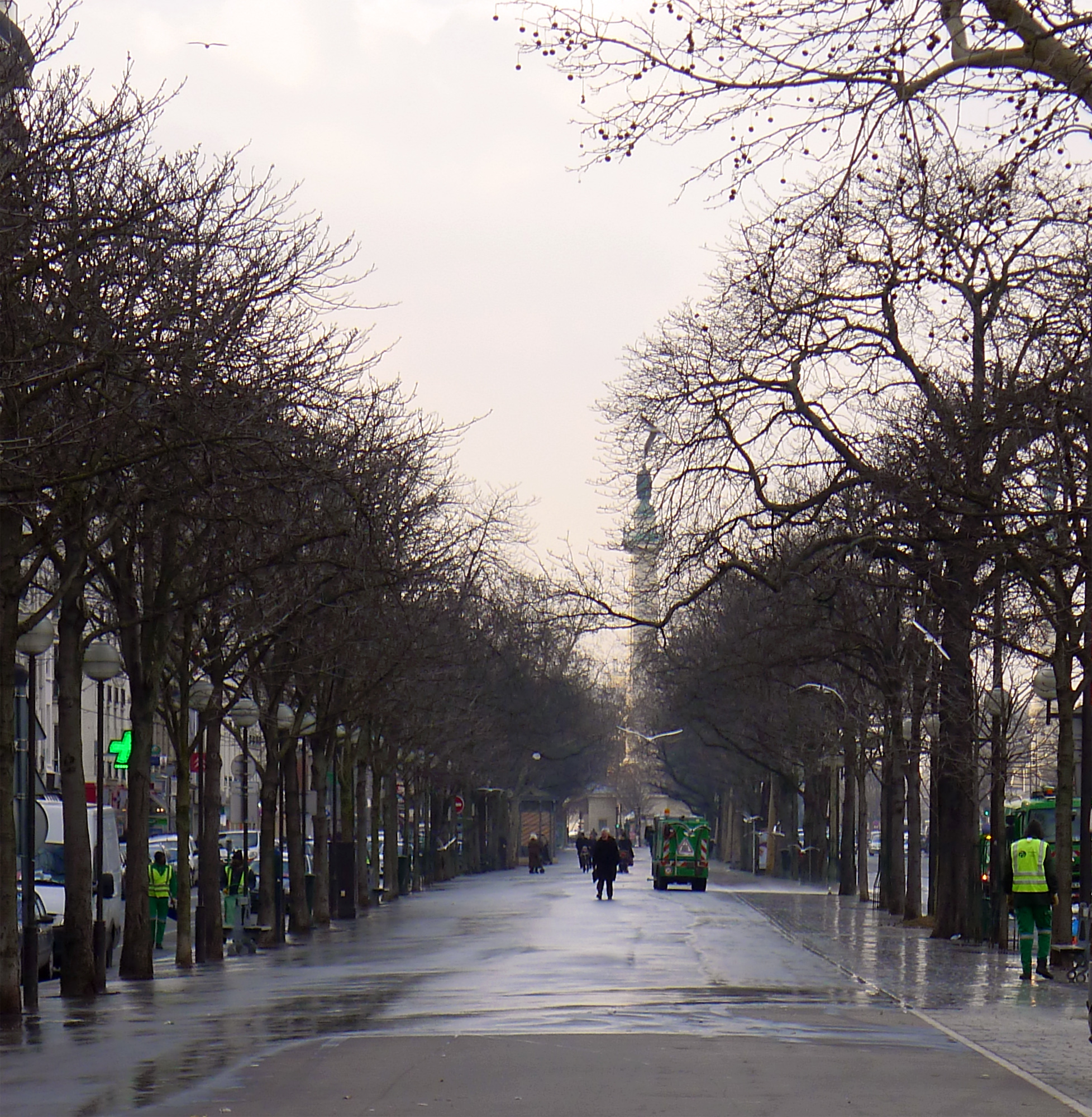
Contre-allée, côté 12e, en direction de la barrière du Trône.